# Body Rice
Body Rice ist ein Filmdrama des portugiesischen Regisseurs Hugo Vieira da Silva aus dem Jahr 2006.

## Handlung
Seit 1980 entsenden deutsche Einrichtungen Jugendliche in den Süden Portugals, im Rahmen experimenteller sozio-pädagogischer Erziehungsprogramme.
Katrin kommt so in den Alentejo. Im Laufe der kommenden Zeit baut sie eine Beziehung zu ihrer Umwelt auf, die nicht unproblematisch bleibt und unter dem Einfluss der kargen Landschaft der dünn besiedelten Region steht. Zu Julia, die mit ihr im Betreuungsprogramm ist, und Pedro, der in der Gegend lebt und ebenfalls ein Einzelgänger ist, entwickelt Katrin eine labile Beziehung. Die drei schaffen sich nach und nach Lichtblicke und Momente der Abwechslung und echter Emotionen im gefühlten Niemandsland, das sie alle drei inmitten ihrer ständig scheiternden persönlichen Beziehungen zur Außenwelt erleben.

## Produktion und Rezeption
Der Film wurde von der portugiesischen Filmproduktionsgesellschaft Clap Filmes bzw. Madragoa Filmes produziert, mit finanzieller Unterstützung der portugiesischen Filmförderungsanstalt ICAM (heute ICA) und des öffentlich-rechtlichen portugiesischen Fernsehsenders RTP. Das Drehbuch, vom Regisseur selbst geschrieben, entstand im Rahmen des Berliner Nipkow-Programms in Zusammenarbeit mit der Beratungsagentur Scripthouse und Martin Muser

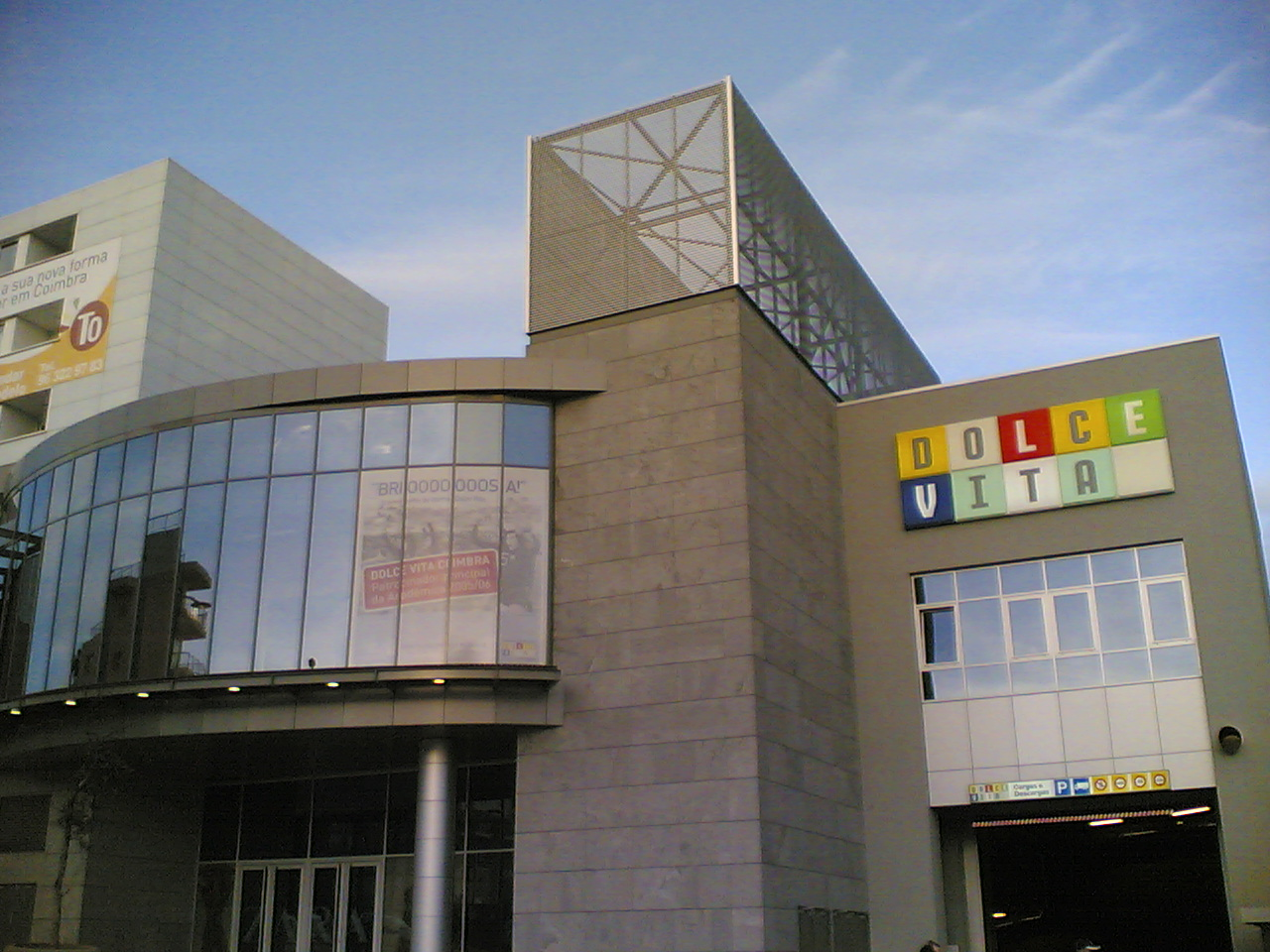
Das Einkaufszentrum Dolce Vita in Coimbra. Das hier beheimatete Multiplex-Kino war eines von nur vier Kinos im Land, in denen Body Rice auf kommerzieller Basis lief.

Der Film feierte seine Premiere am 8. August 2006 beim Locarno Film Festival. Er lief danach auf einer Reihe weiterer Filmfestivals, darunter das Independent-Filmfestival von Buenos Aires (2007), das Internationale Film Festival Rotterdam (2007), das portugiesische Caminhos do Cinema Português (2007), das polnische New Horizons (2007), das Festival des zeitgenössischen Films in Mexiko-Stadt (2007), das französische Euro Ciné Cité 27 (2007), das brasilianische ibero-amerikanische Filmfestival Cine Ceará (2007) und die portugiesische Filmwoche in Estland (2008). In Locarno, Buenos Aires, Mexiko-Stadt, Ceará und Coimbra wurde er dabei auch ausgezeichnet.
Am 11. Januar 2007 kam er in die portugiesischen Kinos, wo er in nur vier Städten (Lissabon, Aveiro, Coimbra und Porto) in jeweils nur einem Kino gezeigt wurde und 3.058 Zuschauer verzeichnen konnte. Am 16. Januar 2008 lief er auch in französischen Kinos an.
Die Filmkritik nahm den Film positiv auf und lobte ihn vor allem für seine gelungenen Einstellungen und seine Musik, die zusammen eine eigenwillig fesselnde Punkfilm-Stimmung schafften. So schrieb der Kritiker Jean-Michel Frodon in den Cahiers du cinéma, der Film sei ein Punkpoem, das das Aufbegehren mit einer raren Präzision zeichne, und der mit seinem Sinn für Schönheit verzaubere und uns sprachlos zurücklasse. Robert Koehler schrieb in der Zeitschrift Variety, der Film pendele zwischen purem Genuss und großer Schwere und sei mit einem Soundtrack von rarer tonaler Kraft ausgestattet. João Lopes schrieb im Diário de Notícias, der Film sei zudem von der Logik der Moderne durchdrungen und von verwirrender aktueller Symbolkraft.
Body Rice erschien 2007 in Portugal als DVD mit Bonusmaterial bei Atalanta Filmes.